# Slaget ved Towton
Slaget ved Towton blev udkæmpet den 29. marts 1461 under Rosekrigene, nær landsbyen Towton i Yorkshire. Det var "sandsynligvis det største og blodigste slag nogensinde udkæmpet på engelsk jord". Anslået 50.000 soldater kæmpede i timevis under en snestorm på den dag, som var Palmsøndag. Det medførte et tronskifte i England, da Edvard 4. afsatte Henrik 6., etablerede Huset York på den engelske trone og drev det siddende Hus Lancaster og dets vigtigste støtter ud af landet.
Den siddende konge af England, Henrik 6., som havde siddet på tronen siden 1422, var en svag, ineffektiv og mentalt svækket hersker, og det udnyttede adelen til at smede rænker for at kontrollere ham. Situationen forværredes i 1450'erne til en borgerkrig mellem støtterne af hans dronning, Margrete af Anjou, og støtterne af hans grandfætter Richard, hertug af York. I 1460 vedtog Det engelske parlament Act of Accord, som bestemte at York skulle efterfølge Henrik som konge. Dronningen nægtede at acceptere at hendes egen søn mistede sin ret til tronen, og det lykkedes hende at rejse en stor hær af støtter, som derefter straks besejrede og dræbte York i kamp. Den afdøde hertugs støtter mente, at Lancastrer-fraktionen havde svigtet den parlamentariske lov om arvefølge, en juridisk aftale, og Yorks søn og arving, Edvard, fandt tilstrækkelig opbakning til at fordømme Henrik og erklære sig selv konge. Slaget ved Towton skulle bekræfte sejrherrens ret til at herske over England gennem våbenmagt.
Da de nåede frem til slagmarken, fandt York-hæren ud af, at den var i stærkt undertal. En del af dens styrke under hertugen af Norfolk var endnu ikke ankommet. Den York-leder Lord Fauconberg skabte deres overtag ved at beordre sine bueskytter til at drage fordel af den stærke vind for at kunne række længere med pile end deres fjender. Den ensidige udveksling af pile, hvor Lancaster-hærens pile ikke kunne nå York-hærens rækker, provokerede Lancaster-hæren til at opgive sin defensive stilling. Den efterfølgende nærkamp varede i timevis og udmattede de kæmpende. Ankomsten af Norfolks mænd gav York-hæren nyt liv, og opmuntret af Edvard jog den sin fjender på flugt. Mange Lancaster-soldater blev dræbt, mens de flygtede. Nogle trampede på hinanden, mens andre druknede i flodernes vand, som siges at have flød rødt af blod i flere dage. En del, der blev taget til fange, blev henrettet.
Huset Lancaster blev stærkt svækket efter dette slag. Henrik flygtede fra landet, og mange af hans mest magtfulde støtter var døde eller i eksil efter slaget, som efterlod en ny konge, Edvard 4., til at styre England. Senere generationer huskede slaget som afbildet i William Shakespeares dramatiske dramatisering af Henriks liv: Henrik den Sjette, del 3, akt 2, scene 5. I 1929 blev Towton Cross rejst på slagmarken for at mindes begivenheden. Forskellige arkæologiske fund og massegrave forbundet til slaget er blevet fundet i området århundreder efter slaget.

## Baggrund
I 1461 var England i det sjette år af Rosekrigene, en serie af borgerkrige mellem husene York og Lancaster om den engelske trone. Lancaster-fraktionen støttede den regerende konge af England, Henrik 6., en ubeslutsom mand, der led af anfald af sindssyge. Lederen af York-fraktionen var til at starte med Richard, hertug af York, der hadede dominansen af få aristokrater begunstiget af kongen, primært hans nære slægtninge, familien Beaufort. Anstiftet af rivaliseringen mellem indflydelsesrige støtter af begge fraktioner førte Yorks forsøg på at fortrænge Henriks favoritter fra magten til krig. Efter at have taget Henrik til fange i Slaget ved Northampton i 1460, proklamerede hertugen, der var af kongeligt blod, sit krav på tronen. Selv Yorks nærmeste støtter i adelen var varsomme med at styrte det regerende dynasti. I stedet vedtog den med et flertal loven Act of Accord, der bestemte, at hertugen og hans arvinger skulle arve tronen ved Henriks død.
Dronningen af England, Margrete af Anjou, nægtede at acceptere en ordning, der fratog hendes søn, Edvard af Westminster, hans fødselsret. Hun var flygtet til Skotland efter York-fraktionens sejr ved Northampton. Der begyndte hun at rejse en hær og lovede sine støtter frihed til at plyndre på marchen sydpå gennem England. Hendes Lancaster-støtter mønstrede også i det nordlige England og forberedte sig på hendes ankomst. York afmarcherede med sin hær for at imødegå denne trussel, men han blev lokket i en fælde i Slaget ved Wakefield og led nederlag. Hertugen og hans næstældste søn, Edmund, jarl af Rutland, blev taget til fange og halshugget af Lancaster-soldater, og deres hoveder blev sat på spyd oven på Micklegate Bar, et porthus i byen York. Ledelsen af Huset af York gik til hertugens arving, Edvard.
Sejrsherrerne ved Wakefield fik tilslutning af Margretes hær og marchere sydpå, og den plyndrede landsbyer på vejen. Den befriede Henrik efter at have besejret York-hæren under Richard Neville, jarl af Warwick, i Det 2. slag ved St Albans og fortsatte med at plyndre og hærge på dets vej mod London. London by nægtede at åbne dets porte for Henrik og Margrete af frygt for at blive plyndret. Lancastrer-hæren manglede forsyninger og havde ikke tilstrækkelige midler til at skaffe dem. Da Margrete hørte, at Richard af Yorks ældste søn, Edvard, jarl af March, og hans hær havde sejret i Slaget ved Mortimer's Cross i Herefordshire og var på vej mod London, trak hun Lancaster-hæren tilbage til York. Warwick og resterne af hans hær marcherede fra St Albans for at slutte sig til Edvards mænd og York-soldaterne blev budt velkommen ind i London. Da de havde mistet Henrik i deres varetægt, havde York-fraktionen brug for at kunne retfærdiggøre deres fortsatte oprør mod kongen og hans Lancaster-støtter. Den 4. marts erklærede Warwick den unge York-leder konge som Edvard 4. Erklæringen fik større accept end Richard of Yorks tidligere krav, idet flere adelsmænd, der havde været imod at lade Edvards far bestige tronen, anså Lancaster-fraktionens handlinger som et forræderi mod den retsligt vedtagne Act of Accord.
Landet havde nu to konger, en situation, der ikke kunne få lov til at fortsætte, især hvis Edvard formelt blev kronet. Edvard tilbød amnesti til enhver Lancaster-støtter, der opgav Henrik. Dette tilbud var beregnet til at vinde almindelige borgeres støtte. Hans tilbud var ikke rettet mod velhavende Lancaster-støtter (de fleste adelsmænd). Den unge konge hidkaldte sine støtter og beordrede dem til at marchere mod York for at erobre sin families by tilbage og formelt afsætte Henrik gennem våbenmagt. York-hæren bevægede sig langs tre ruter. Warwicks onkel, Lord Fauconberg, ledte en gruppe, som skulle rydde vejen til York for hovedhæren, som blev ledet af Edvard. Hertugen af Norfolk blev sendt mod øst for at rejse styrker og slutte sig til Edvard inden slaget. Warwicks gruppe bevægede sig fram vest for hovedhæren gennem Midlands og sluttede mænd til sig på vejen. Den 28. marts stødte York-hærens frontstyrker på resterne af overfarten ved Ferrybridge, der krydser floden Aire. De var i gang med at genopbygge broen, da de blev angrebet og slået på flugt af en styrke på omkring 500 Lancaster-soldater, ledet af Lord Clifford . 
Da han hørte om bataljen, førte Edvard sin hovedhær hen til broen og blev tvunget til en hård kamp. Selvom York-hæren var i overtal, var den smalle bro en flaskehals, som tvang dem til at konfrontere Cliffords mænd på lige vilkår. Edvard sendte Fauconberg og hans ryttere af sted for at krydse floden ved Castleford, som skulle have været bevogtet af Henry, jarl af Northumberland, men han ankom sent, for på det tidspunkt havde York-styrkerne krydset floden og var på vej for at angribe Lancaster-styrkerne ved Ferrybridge fra siden. Lancaster-soldaterne trak sig tilbage, men blev jaget til Dinting Dale, hvor de alle blev dræbt, mens Clifford blev dræbt af en pil i halsen. Efter at have ryddet området for fjendtlige styrker, blev broen repareret, og York-hæren fortsatte videre for at overnatte ved Sherburn-in-Elmet. Lancaster-hæren marcherede til Tadcaster omkring 2 mil (3,2 km) nord for Towton og slog lejr. Da det blev daggry, brø de to rivaliserende hære deres lejr op under mørke skyer og stærk vind. Selv om det var Palmsøndag, en dag af hellig betydning for kristne, forberedte styrkerne sig til kamp og et par dokumenter kaldte slaget for Slaget ved Palme Sonday Felde, men navnet opnåede ikke bred accept. Blandt folket favoriseredes navngivningen af slaget efter landsbyen Towton på grund af dens nærhed, og da den er den mest betydningsfulde i området.

## Hærenes sammensætning
Hærene samlet på Towton var blandt de største i sin tid. Samtidige kilder (som Gregory's Chronicle) hævdede, at der på hver side var hundredtusinder af soldater. Disse tal menes at være overdrevne, og moderne historikere mener, at et samlet tal på 50.000-65.000 er mere sandsynligt, dvs. mellem en og to procent af den engelske befolkning på det tidspunkt. En analyse af 50 skeletter fundet i massegrave mellem 1996 og 2003 viste, at de fleste var 24 til 30 år gamle, og mange var veteraner fra tidligere slag.
Henriks fysiske og mentale svaghed var en stor svækkelse for Lancasters-sagen, og han forblev i York sammen med Margrete. I modsætning hertil var den 18-årige Edvard et højt og imponerende syn i rustning og ledte fra fronten. Hans forkærlighed for dristige offensive taktikker bestemte slagplanen York-hæren. Hans tilstedeværelse og eksempel var afgørende for at sikre at York-hæren holdt sammen gennem den lange og udmattende kamp.
Cirka tre fjerdedele af medlemmer af den engelske højadel kæmpede i slaget. Otte var sammen med York-hæren, mens Lancaster-hæren havde mindst nitten.
Af de andre York-ledere var Warwick fraværende i slaget efter at have fået et sår i benet under Ferrybridge.  Norfolk var for gammel til at deltage, og hans deling blev ledet af Walter Blount og Robert Horne. Dette kan have været en fordel, da han blev betragtet som en uforudsigelig allieret. Edvard støttede sig kraftigt til Warwicks onkel, Lord Fauconberg, en veteran fra Hundredårskrigen, som var højt anset af hans samtidige for hans militære færdigheder. Han demonstrerede dette i en bred vifte af roller, efter at have været kaptajn af Calais-garnisonen, ledte han flådepiratekspeditioner i Den Engelske Kanalen og ledte York-hærens fortropper ved Northampton.
Den øverste general for Lancaster-hæren var Henry Beaufort, hertug af Somerset, en erfaren leder krediteret med sejre i Wakefield og St. Albans, selvom andre antyder, at de skyldtes Sir Andrew Trollope. Trollope var en yderst erfaren og kløgtig hærfører, der havde tjent under Warwick i Calais, inden han var gået over til Lancaster-fraktionen ved Ludford Bridge i 1459. Andre betydningsfulde Lancaster-ledere omfattede Henry Holland, hertug af Exeter, og de nordlige stormænd jarlen af Northumberland, Lord de Ros og Lord Dacre. En anden Lancaster-leder, Lord Clifford, var blevet dræbt af en pil i halsen ved Ferrybridge.

## Troppeopstilling
Meget få historiske kilder giver detaljerede beretninger om slaget, og de beskriver ikke hærenes præcise nøjagtige opstilling. Manglen på sådanne primære kilder fik tidlige historikere til at antage Halls krønike som deres vigtigste kilde til slaget på trods af, at den var skrevet 70 år efter begivenheden, og der kan sættes spørgsmålstegn ved oprindelsen til Halls information. Den burgundiske krønikeskriver Jean de Waurin (ca. 1398 - ca. 1474) var en mere samtidig kilde, men hans krønike blev først gjort tilgængelig for offentligheden efter 1891, og adskillige fejl i den afskrækkede på det tidspunkt historikere fra at bruge den. Senere rekonstruktioner af slaget blev baseret på Halls version suppleret med mindre detaljer fra andre kilder.
Slaget fandt sted på et plateau mellem landsbyerne Saxton (mod syd) og Towton (mod nord). Området var præget af landbrugsjord med masser af åbne områder og små veje, ad hvilke man kunne flytte hærene. To veje løb gennem området: Old London Road, der forbandt Towton til den engelske hovedstad, og en direkte vej mellem Saxton og Towton. Cock Beck, en bæk med stejle bredder, flød i en S-formet bane rundt om plateauet fra nord til vest. Plateauet blev gennemskåret af Towton Dalen, der løb fra vest og strakte sig ind i North Acres i øst. Skovområder var spredt langs bækken. Renshaw Woods spredte sig ved bækken i den nordvestlige side af plateauet, og syd for Towton Dalen voksede Castle Hill Wood på vestsiden af plateauet i en af bækkens bugtninger. Området nordøst for denne skov kom til at blive kendt som Bloody Meadow efter slaget.
Ifølge Gravett og militærentusiasten Trevor James Halsall var Somersets beslutning om at kæmpe mod York-hæren på dette plateau fornuftig. At forsvare terrænet lige inden Towton ville blokere enhver fjendes fremrykning mod York, hvad enten de bevægede sig langs London-Towton-vejen eller en gammel romervej mod vest. Lancaster-soldaterne blev stillet op på den nordlige side af dalen og brugte dalen som en "beskyttende grøft". Ulempen ved denne position var, at de ikke kunne se ud over dalens sydlige højderyg. Lancaster-hærens flanker var beskyttet af sumpe. Deres høre flanke blev yderligere beskyttet af Cock Becks stejle bredder. Bredden af deres opstillingsområde tillod ikke en længere frontlinje, hvilket fratog Lancaster-hæren muligheden for at udnytte deres numeriske overtal. Waurins beretning gav anledning til antagelsen om, at Somerset beordrede en styrke af soldater med lanser til hest til at skjule sig i Castle Hill Wood, klar til at angribe York-hærens venstreflanke på et passende tidspunkt i kamp.
York-hæren dukkede op, da Lancaster-hæren havde færdiggjort sin opstilling. Række efter række af soldater krydsede dalens sydlige højderyg og stillede sig op i rækker overfor deres fjender, da sne begyndte at falde. Edvards hær var i undertal, og Norfolks tropper var endnu ikke kommet for at slutte sig til dem. Den York-fortroppen blev ledet af Lord Fauconberg. Hall nævner John Wenlock og John Dinham og andre som ledere af den York-bagtroppen. Kilderne nævner alle hertugen af Somerset, Trollope, jarlen af Northumberland og hertugen af Exeter som lederne af Lancaster-hæren, men viser ringe samstemmighed om, hvilken del af hæren, hver af dem blev tildelt.

## Slaget begynder
Da Somerset var tilfredse med bare at stå og lade sine fjender komme mod sig, blev slagets indledende træk foretaget af york-hæren. Da Fauconberg bemærkede vindens retning og styrke, beordrede han alle York-bueskytter til at træde frem og frigøre en salve af pile så langt som de plejede at kunne skyde med deres langbuer. Med vinden bag sig fløj bueskytternes pile længere end normalt og faldt ned dybt ind klumpen af soldater på bakkeskråningen.
Svaret fra Lancaster-bueskytterne var ineffektivt, fordi den kraftige vind blæste sne i deres ansigter. De fandt det vanskeligt at bedømme rækkevidden og udvælge deres mål, og deres pile kunne ikke nå York-hærens rækker. Fauconberg havde beordret sine mænd til at trække sig tilbage efter at have mistet en salve og undgik dermed tab. Da Lancaster-bueskytterne ikke kunne se resultatet af deres salver, affyrede de deres pile, indtil de fleste var blevet brugt, og det efterlod et tykt, tornet tæppe i jorden foran York-tropperne.
Efter at Lancaster-bueskytterne var ophørt med at skyde deres pile, beordrede Fauconberg sine bueskytter til igen at træde frem for at skyde. Da de havde opbrugt deres egen ammunition, kunne de tage pilene fra jorden foran dem, de pile der var blevet affyret af deres fjender, og fortsatte med at skyde. Idet den blev angrebet og ikke selv kunne svare effektivt, forlod Lancaster-hæren sin position for at kæmpe York-hæren i nærkamp. Da de fremrykkende masser af mænd affyrede York-bueskytterne et par yderligere salver, inden de trak sig tilbage bag deres rækker af bevæbnede ryttere og efterlod tusinder af pile i jorden for at besvære Lancaster-troppernes angreb.
Mens York-hæren rykkede rundt på sine rækker for at møde Lancaster-hærens angreb, blev deres venstre flanke angrebet af rytterne fra Castle Hill Wood, som det blev nævnt af Waurin. Den York-hærens venstre flanke gik i opløsning, og flere mænd begyndte at flygte. Edvard måtte overtage ledelsen af venstre flanke for at redde situationen. Ved at tage del i kampen og opmuntre sine følgere inspirerede hans eksempel mange til at stå fast. Hærene stødte sammen, og bueskytter skød på kort afstand ind i klumpen af mænd. Lancaster-hærlederne blev ved med at sende mere friske mænd ind i kampen, og efterhånden blev den numerisk underlegne York-hær tvunget til at give sig og trække sig tilbage til den sydlige højderyg. Gravett mente, at Lancaster-hærens venstre flanke havde mindre momentum end resten af dens formation, hvorved kamplinjen drejede således, at dens vestlige ende hældede mod Saxton.
Kampene fortsatte i tre timer, ifølge undersøgelser foretaget af English Heritage, et offentligt organ med ansvar for bevarelse af historiske steder. Det var ikke afgjort indtil Norfolks mænds ankomst. Marcherende ad Old London Road var Norfolks styrke skjult fra skue, indtil de nåede toppen af højderyggen og angreb Lancaster-hærens venstre flanke. Lancaster-soldaterne fortsatte med at kæmpe, men fordelen lå nu hos York-soldaterne. Ved slutningen af dagen var Lancaster-hærens linje brudt op, da små grupper af mænd begyndte at flygte for deres liv. Polydore Vergil, der skrev sin krønike for Henrik 7. af England, hævdede, at slaget varede i alt 10 timer.

## Massakre
De trætte Lancaster-soldater smed deres hjelme og rustninger for at kunne løbe hurtigere væk. Uden en sådan beskyttelse var de meget mere sårbare over for York-soldaternes angreb. Norfolks tropper var meget friskere og hurtigere. På flugt over det, der senere blev kendt som Bloody Meadow, blev mange Lancaster-soldater hugget ned bagfra eller blev dræbt, efter at de havde overgivet sig. Inden slaget havde begge sider udstedt ordren om ikke at vise nogen nåde, og York-tropperne havde ikke til sinde at skåne nogen efter den lange, hårde kamp. En række Lancaster-leder, såsom Trollope, havde også betydelige dusører på sit hoved. Gregory's krønike angav at 42 riddere blev dræbt, efter at de var blevet taget til fange.
Arkæologiske fund i slutningen af det 20. århundrede kaster lys over slagets sidste øjeblikke. I 1996 fandt arbejdere på et byggeplads i byen Towton en massegrav, som arkæologer mente indeholdt resterne af mænd, der blev dræbt under eller efter slaget i 1461. Ligene viste alvorlige kvæstelser i deres overkroppe; arme og kranier var revnede eller knuste. Et udgravet eksemplar, kendt som Towton 25, havde den forreste del af kraniet delt i to. Et våben havde skåret hans ansigt over og skåret et dybt sår, der splittede knoglen. Kraniet var også blev gennemboret af et andet dybt sår, et vandret snit fra et blad over ryggen.
Lancaster-hæren mistede flere tropper på flugt fra slaget end på selve slagmarken. Mænd, der forsøgte at krydse floden, blev trukket ned af strømmen og druknede. Dem der tumlede blev trampet på og skubbet under vand af deres kammerater bag dem i al hast for at komme væk fra York-soldaterne. Mens Lancaster-soldaterne kæmpede sig over floden, red York-bueskytterne til høje udsigtspunkter og ramte dem med deres pile. De døde begyndte at hobe sig op, og i krønikerne hedder det, at Lancaster-soldaterne til sidst flygtede over disse "broer" af kroppe. Jagten fortsatte nordpå over floden Wharfe, som var større end Cock Beck. En bro over floden kollapsede under strømmen af mænd, og mange druknede i forsøget på at krydse. De, der gemte sig i Tadcaster og York, blev jaget, indhentet og dræbt.
Et nyhedsblad dateret 4. april 1461 rapporterede et udbredt tal på 28.000 omkomne under slaget, et antal som Charles Ross og andre historikere mener var et overdrevet. Tallet blev taget fra heroldernes skøn over de døde og findes i breve fra Edvard og biskoppen af Salisbury, Richard Beauchamp. Breve fra en ambassadør og en købmand fra Hertugdømmet Milano delte dette antal i 8.000 døde for York-hæren og 20.000 for Lancaster-hæren. I modsætning rapporterede biskopperne Nicholas O'Flanagan (Elphin ) og Francesco Coppini kun 800 døde for York-hæren. Andre samtidige kilder gav højere tal, der spænder fra 30.000 til 38.000. Hall citerede et præcist antal på 36.776. En undtagelse var Annales rerum anglicarum, som berettede, at Lancaster-hæren havde et tab på 9.000, et skøn, som Ross og Wolffe syntes at være mere troværdigt. En nyere analyse af kilderne om slaget og arkæologiske beviser fra slaget, sammnelignet med slagene ved Ferrybridge og Dintingdale, anslår det samlede antal døde på mellem området 2800 - 3800.
Lancaster-adelen led store tab. Jarlen af Northumberland, Lord Welles, Lord Mauley, Lord Dacre og Sir Andrew Trollope faldt i slaget, mens jarlerne af Devon og Wiltshire blev efterfølgende taget til fange og henrettet. Lord Dacre siges at være blevet dræbt af en bueskytte, der havde skjult sig i en hyldebusk. I modsætning hertil mistede York-fraktionen kun et betydningsfuldt medlem af adelen, Lord Horne, ved Towton.

## Eftervirkning
Da han modtog nyheden om deres hærs nederlag, flygtede Henrik og Margrete til eksil i Skotland med deres søn. De fik senere følgeskab af Somerset, Ros, Exeter og de få adelsmænd fra Lancaster-fraktionen, der var med succes var flygtet fra slagmarken. Slaget ved Towton svækkede Huset Lancasters magt i England voldsomt. Støtterne til deres magt ved hoffet (Northumberland, Clifford, Ros og Dacre) var enten døde eller flygtet ud landet og dermed gjort en ende på husets dominans i det nordlige England. Edvard drog yderligere fordel af situationen og navngav 14 Lancaster-medlemmer af højadelen som forrædere. Cirka 96 Lancaster-medlemmer riddere af rang og derunder fik også frataget deres liv, ære og gods, 24 af dem var parlamentsmedlemmer.
Den nye konge foretrak at vinde sine fjender over til sin sag. De adelsmænd, han havde frataget liv, ære og gods var døde enten i slaget eller havde nægtet at underkaste sig ham. Et par af disse adelsmænds godser blev konfiskeret af kronen, men resten var uberørt og forblev i deres familiers kontrol. Edvard benådede også mange af dem, han fradømt liv, ære og gods, efter at de underkastede sig hans styre.
Selvom Henrik var på fri fod i Skotland med sin søn, satte slaget (indtil videre) en stopper for striden om landets ledelse siden Act of Accord. Det engelske folk blev forsikret om, at der nu var en sand konge: Edvard. Han rettede sin opmærksomhed mod at konsolidere sit styre over landet, vinde folket over på sin side og knuse de oprør, der blev rejst af de få tilbageværende trofaste-Lancaster-støtter. Han slog adskillige af sine støtter til riddere og ophøjede adskillige af sine adels-støtter til højealden. Fauconberg blev gjort til jarlen af Kent. Warwick nød gavn af Edvards styre efter slaget. Han modtog dele af Northumberlands og Cliffords besiddelser og blev udnævnt til "kongens stedfortræder i Nordengland og Englands admiral." Edvard tildelte ham mange magtfulde og indbringende embeder, hvilket yderligere forbedrede jarlens betydelige indflydelse og rigdom.
I 1464 lykkedes det York-styret at "fjerne den sidste effektive Lancaster-modstand i det nordlige England." Edvards regeringstid blev først afbrudt i 1470. På det tidspunkt var hans forhold til Warwick blevet forværret i en sådan grad, at jarlen hoppede over til Lancaster-sagens side og tvang Edvard til at flygte England og genindsatte Henrik på tronen. Afbrydelsen af York-styret blev kort, da Edvard genvandt sin trone efter at have besejret Warwick og hans Lancaster-støtter i Slaget ved Barnet i 1471.

## Arv
At få et nøjagtigt tal over antallet af dræbte har været kompliceret. Jordiske rester blev enten flyttet eller anvendt af landmænd som gødning, og ligene blev oftest plyndret for tøj og ikke-letforgængelige genstande inden begravelsen. Imidlertid er nogen blevet bevaret, da senere bygninger blev bygget over deres grave. Den første blev afdækket i 1996, og udgravninger har hidtil afdækket mere end 50 skeletter fra slaget. En analyse af deres skader viser slagets brutalitet, herunder omfattende lemlæstelser efter døden.
Dokumenter fra det 15. århundrede bekræfter, at nogle ofre blev begravet på kirkegårde ved Saxton og et kapel bygget til formålet af Richard 3. i 1484. Hans død i Slaget ved Bosworth i 1485 betød, at bygningen aldrig blev færdigbygget, og til sidst kollapsede den. I 1929 blev der angiveligt brugt sten fra kapellet til at skabe Towton Cross, også kendt som Lord Dacres Cross, der mindes dem, der døde i slaget.
Lord Dacre blev begravet i All Saints kirke i Saxton, og hans grav blev rapporteret i slutningen af det 19. århundrede at være velbevaret, selvom flere af dens paneler var forvitret.  Busken, hvorfra Dacres morder skulle have affyret sin pil, var blevet fældet i slutningen af det 19. århundrede. I 2010 blev fragmenter fra det, der var nogle af de tidligste kendte håndvåben fundet i Storbritannien, fundet på slagmarken.Catton 2010
Det herskende syn på Rosekrigene og slaget som et lighus blev skabt af Shakespeare og fortsatte i århundreder. I begyndelsen af det 21. århundrede var det "største og blodigste slag nogensinde udkæmpet på engelsk jord"  imidlertid ikke længere fremtrædende i den offentlige bevidsthed. Britiske journalister klagede over, at folk var uvidende om Slaget ved Towton og dets betydning. Ifølge English Heritage var slaget af "største betydning". Det var et af de største, hvis ikke det største, udkæmpet i England og resulterede i at af et kongeligt dynasti blev udskiftet med et andet. Hill udtrykte en anden opfattelse. Selvom antallet af dræbte, der blev nedskrevet af krønikeskriverne, gør indtryk på ham, mener han, at slaget ikke medførte monumentale ændringer i det engelske folks liv.
Slaget ved Towton var forbundet med en tradition, der tidligere blev opretholdt i landsbyen Tysoe, Warwickshire. I flere århundreder havde en lokal landmand hvert år renset en figur på bakken, The Red Horse of Tysoe, som en del af betingelserne for hans jordforpagtning. Skønt oprindelsen til traditionen aldrig er blevet endeligt identificeret, blev det lokalt hævdet, at dette blev gjort for at fejre jarlen af Warwicks inspirerende handling, hvor han dræbte sin hest for at vise sin vilje til at blive og kæmpe med de menige soldater. Traditionen uddøde i 1798, da en ny lov, implementeret af den engelske regering, omregistrede den fælled, hvor hestefiguren var placeret som privat ejendom. Renselsen blev genoplivet i det tidlige 20. århundrede, men er siden stoppet.

### Bøger
- Berlin, Normand (2000) [1993]. O'Neill's Shakespeare. Michigan, United States: University of Michigan Press. doi:10.3998/mpub.14276. ISBN 978-0-472-10469-7.
- Brooke, Richard (1857). "The Field of the Battle of Towton". Visits to Fields of Battle in England. London, United Kingdom: John Russell Smith. s. 81-129.
- Carpenter, Christine (2002) [1997]. The Wars of the Roses: Politics and the constitution in England, c. 1437–1509. New York, United States: Cambridge University Press. ISBN 978-0-521-31874-7.
- Edelman, Charles (1992). "The Wars of the Roses: 2 and 3 Henry VI, Richard III". Brawl Ridiculous: Swordfighting in Shakespeare's Plays. Manchester, United Kingdom: Manchester University Press. s. 69-89. ISBN 978-0-7190-3507-4.
- Goodman, Anthony (1990-07-19) [1981]. "Local Revolts and Nobles' Struggles, 1469–71". The Wars of the Roses: Military Activity and English Society, 1452–97. London, United Kingdom: Routledge. s. 66-85. ISBN 978-0-415-05264-1.
- Gravett, Christopher (2003). Towton 1461: England's Bloodiest Battle (PDF). Campaign. Vol. 120. Oxford, UK: Osprey Publishing (udgivet 2003-04-20). ISBN 978-1-84176-513-6. Arkiveret fra originalen (PDF) 2013-08-08.
- Harriss, G.L. (2005). Shaping the Nation: England 1360–1461. New Oxford History of England. Oxford, UK: Clarendon Press (udgivet 2005-01-27). ISBN 978-0-19-822816-5.
- Hattaway, Michael & Shakespeare, William (1993). "The Play: 'What Should be the Meaning of All Those Foughten Fields?'". The Third Part of King Henry VI. Cambridge, United Kingdom: Cambridge University Press. s. 9-35. ISBN 0-521-37705-6.
- Hicks, Michael (2002) [1998]. Warwick the Kingmaker. Oxford, United Kingdom: Blackwell Publishing. ISBN 0-631-23593-0.
- Markham, Clements (1906). "The Crowning Victory of Towton". Richard III: His Life and Character. London, United Kingdom: Smith, Elder & Co.
- Penn, Thomas (2019). The Brothers York. Allen Lane. ISBN 978-1846146909.
- Ross, Charles (1997) [1974]. Edward IV. English Monarchs series (revised udgave). Connecticut, United States: Yale University Press. ISBN 0-300-07372-0.
- Saccio, Peter (2000) [1977]. Shakespeare's English Kings: History, Chronicle, and Drama. Oxford, United Kingdom: Oxford University Press. ISBN 0-19-512319-0.
- Sadler, John (2011). Towton: The Battle of Palm Sunday Field 1461. Barnsley: Pen & Sword Military. ISBN 978-1-84415-965-9.
- Salzman, Louis Francis, red. (1949). "Parishes—Tysoe". A History of the County of Warwick. Vol. 5. London, United Kingdom: Oxford University Press. s. 175-182.
- Santiuste, David (2010). Edward IV and the Wars of the Roses. Barnsley: Pen & Sword Military. ISBN 978-1-84415-930-7.
- Sherry, Vincent B. (1987). "King Log: Thorny Craft". The Uncommon Tongue: The Poetry and Criticism of Geoffrey Hill. Michigan, United States: University of Michigan Press. s. 81-125. ISBN 0-472-10084-X.
- Wainwright, Jeffrey (2005). Acceptable Words: Essays on the Poetry of Geoffrey Hill. Manchester, United Kingdom: Manchester University Press. ISBN 0-7190-6754-5.
- Wolffe, Bertram (2001) [1981]. Henry VI. English Monarchs series (Yale udgave). New Haven, CT, US: Yale University Press (udgivet 2001-06-10). ISBN 978-0-300-08926-4.

### Essays og tidsskrifter
- Askew, H. (1. juni 1935). "The Tysoe Red Horse" (PDF, subscription required). Notes and Queries. Oxford, United Kingdom: Oxford University Press. 168: 394. doi:10.1093/nq/CLXVIII.jun01.394e. ISSN 1471-6941. Hentet 15. december 2010.
- Fallow, Thomas McCall (januar 1889). "The Dacre Tomb in Saxton Churchyard". The Yorkshire Archaeological and Topographical Journal. London, United Kingdom: Yorkshire Archaeological and Topographical Association. 10: 303-308. Hentet 14. december 2010.
- Fiorato, Veronica (2007). "The Context of the Discovery". Blood Red Roses: The Archaeology of a Mass Grave from the Battle of Towton AD 1461 (Second revised udgave). Oxford, United Kingdom: Oxbow. ISBN 978-1-84217-289-6.
- Gibson, Strickland (1936). "Francis Wise, B. D" (PDF). Notes and Queries. Oxford, United Kingdom: Oxfordshire Architectural and Historical Society. 1: 173-195. ISSN 0308-5562. Hentet 17. december 2010.
- Halsall, Trevor James (2000). "Geological Constraints on Battlefield Tactics: Examples in Britain from the Middle Ages to the Civil Wars".  I Rose, Edward P. F.; Nathanail, C. Paul (red.). Geology and Warfare: Examples of the Influence of Terrain and Geologists on Military Operations. Bath, United Kingdom: Geological Society of London. s. 32-59. ISBN 1-86239-065-7.
- Harris, Mary Dormer (18. maj 1935). "The Tysoe Red Horse" (PDF). Notes and Queries. Oxford, United Kingdom: Oxford University Press. 168: 349. doi:10.1093/nq/CLXVIII.may18.349a. ISSN 1471-6941. Hentet 15. december 2010.
- Hinds, Allen B., red. (1912). Calendar of State Papers and Manuscripts in the Archives and Collections of Milan 1385–1618. London: Stationery Office.
- Morgan, Philip (2000). "The Naming of Battlefields in the Middle Ages".  I Dunn, Diana (red.). War and Society in Medieval and Early Modern. Liverpool, United Kingdom: Liverpool University Press. s. 34-52. ISBN 0-85323-885-5.
- Ransome, Cyril (juli 1889). "The Battle of Towton". The English Historical Review. 4: 460-466. doi:10.1093/ehr/IV.XV.460. Hentet 11. november 2010.
- Scott, Douglas Dowell (2010). "Military Medicine in the Pre-Modern Era: Using Forensic Techniques in the Archaeological Investigation of Military Remains". The Historical Archaeology of Military Sites: Method and Topic. Texas, United States: Texas A&M University Press. s. 21-29. ISBN 978-1-60344-207-7.
- Styles, Philip (2002) [1964]. "The Commonwealth".  I Nicoll, John Ramsay Allardyce (red.). Shakespeare Survey. Shakespeare Criticism. Vol. 17. Cambridge, United Kingdom: Cambridge University Press. s. 103-119. ISBN 0-521-52353-2.
- Sutherland, Tim (2009). "Killing Time: Challenging the Common Perceptions of Three Medieval Conflicts—Ferrybridge, Dintingdale and Towton—'The Largest Battle on British Soil'" (PDF). Journal of Conflict Archaeology. 5 (1): 1-25. doi:10.1163/157407709x12634580640173. ISSN 1574-0773. S2CID 159544440. Arkiveret fra originalen (PDF) 2019-06-04.
- Sutherland, TL; Schmidt, A (2003). "The Towton Battlefield Archaeological Survey Project:An Integrated Approach to Battlefield Archaeology". Landscapes. 4 (2). JSTOR 3805936.
- Warren, Roger (2003) [1984]. "An Aspect of Dramatic Technique in Henry VI".  I Alexander, Catherine M. S. (red.). Shakespeare Criticism. The Cambridge Shakespeare Library. Vol. 2. Cambridge, United Kingdom: Cambridge University Press. ISBN 0-521-82433-8.

### Avisartikler
- Catton, Richard (22. november 2010). "'Unique' battlefield gun discovery on Towton battlefield". York Press. Hentet 22. maj 2020.
- Gill, A.A. (24. august 2008). "Towton, the Bloodbath that Changed the Course of Our History". The Sunday Times. Arkiveret fra originalen 3. januar 2011. Hentet 25. november 2010.
- Kettle, Martin (25. august 2007). "Our Most Brutal Battle has been Erased from Memory". The Guardian. s. 33. Arkiveret fra originalen 5. april 2010. Hentet 25. november 2010.

### Onlinekilder
- "English Heritage Battlefield Report: Towton 1461" (PDF). English Heritage. 1995. Arkiveret fra originalen (PDF) 8. juli 2018. Hentet 21. maj 2010.
- Battle of Towton, 1461 (Grade II) (1000040). National Heritage List for England. English Heritage.

## Yderligere læsning
- Goodwin, George (2011). "The Battle of Towton". History Today. 61 (5).

## Eksterne links
- Towton Battlefield Society
- "Battle of Towton". The Battlefields Trust.